# Tom Cross
Tom Cross (Milwaukee, 19 maart 1969) is een Amerikaanse filmmonteur. Hij is vooral bekend van zijn samenwerkingen met regisseur Damien Chazelle. In 2015 won hij een Oscar voor de muziekfilm Whiplash (2014).

## Carrière
Tom Cross werd in 1969 geboren in Milwaukee als de zoon van James O'Keefe en Loc Vo Hong. Zijn moeder was een kunstenares die van Viëtnam afkomstig was. Cross groeide op in Brighton, in de buurt van Rochester (New York).
Hij begon in 1997 als assistent-monteur en werkte in die rol mee aan films als Ride with the Devil (1999), Wrong Turn (2003) en Crazy Heart (2009). Hij werkte ook mee aan zeven afleveringen van de HBO-serie Deadwood (2004–2006).
In 2010 maakte hij met de dramafilm The Space Between zijn officieel debuut als monteur. Nadien werkte hij met de jonge filmmaker Damien Chazelle samen aan de korte film Whiplash. Een jaar later vormde het duo de korte film met succes om tot een gelijknamige langspeelfilm. Whiplash leverde Cross een Oscar en BAFTA Award op. Nadien werkten Cross en Chazelle ook samen aan de films La La Land (2016) en First Man (2018).

## Prijzen en nominaties
| Film              | Categorie      | Uitslag        |
| Academy Awards    | Academy Awards | Academy Awards |
| ----------------- | -------------- | -------------- |
| Whiplash (2014)   | Beste montage  | Gewonnen       |
| La La Land (2016) | Beste montage  | Genomineerd    |
| BAFTA Awards      |                |                |
| Whiplash (2014)   | Beste montage  | Gewonnen       |
| La La Land (2016) | Beste montage  | Genomineerd    |
| ACE Eddie Awards  |                |                |
| Whiplash (2014)   | Beste montage  | Genomineerd    |
| Joy (2015)        | Beste montage  | Genomineerd    |
| La La Land (2016) | Beste montage  | Gewonnen       |

## Filmografie
- The Space Between (2010)
- Any Day Now (2012)
- Whiplash (2014)
- Time Lapse (2014)
- The Driftless Area (2015)
- Joy (2015)
- La La Land (2016)
- Hostiles (2017)
- The Greatest Showman (2017)
- First Man (2018)
- No Time to Die (2021)